# Montfortulana
Montfortulana is een geslacht van weekdieren uit de klasse van de Gastropoda (slakken).

## Soorten
- Montfortulana eurythma (Dautzenberg, 1908)
- Montfortulana sulcifera (A. Adams, 1852)